# Crkvari
Crkvari is een plaats in de gemeente Orahovica in de Kroatische provincie Virovitica-Podravina. De plaats telt 140 inwoners (2001).